# Velké Karlovice

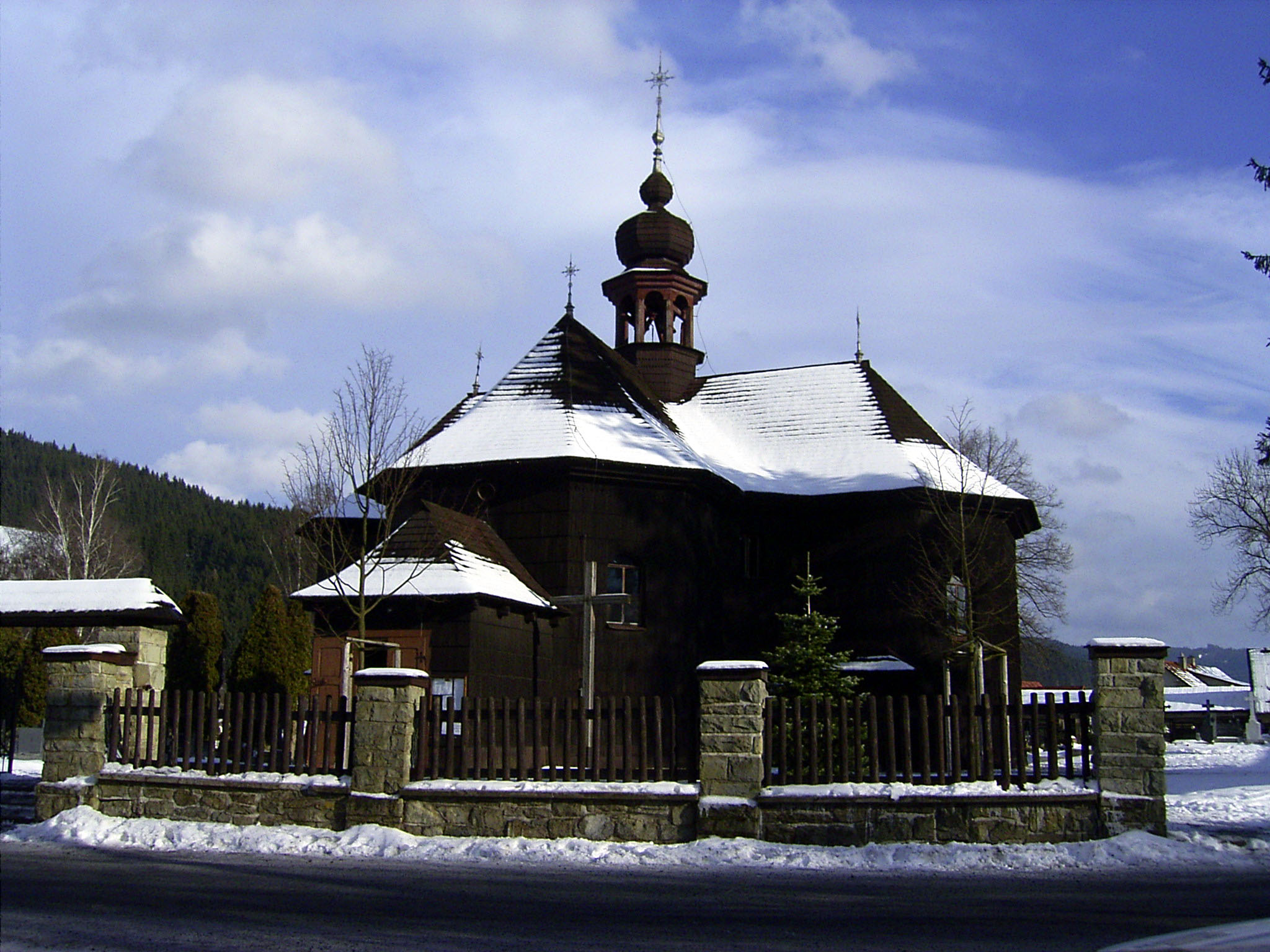
Kirche Maria Schnee

Velké Karlovice (deutsch Groß Karlowitz, früher Karlowitz) ist eine Gemeinde in der Mährischen Walachei in Tschechien. Sie liegt 16 Kilometer südöstlich von Rožnov pod Radhoštěm und gehört zum Okres Vsetín.

## Geographie
Velké Karlovice befindet sich am Übergang zwischen den Vsetínské vrchy und Javorníky im Naturpark CHKO Beskydy. Das Dorf erstreckt sich im Tal der Vsetínská Bečva zwischen den Einmündungen der Bäche Podťatý potok, Miloňovský potok, Miloňovky, Pluskovec, Pluskoveček, Jezerní potok und Bzový potok. Nördlich erheben sich die Bzový (722 m), Osloveček (722 m), Oslové (741 m) und Miloňov (657 m), im Nordosten die Miloňová (845 m), Čarták (952 m) und Vysoká (1024 m), östlich die Homůlka (865 m) und der Buřanov (787 m), im Südosten die Bařinka (867 m) und Lopušná (913 m), südlich der Adamík (742 m), Kyčera (742 m) und Kantorka (716 m), im Südwesten die Kání (744 m), westlich der Fojtův vrch (633 m) und Kopencová (762 m) sowie im Nordwesten die Hluboká (724 m) und der auch als „walachischer Olymp“ bezeichnete Soláň (860 m). Velké Karlovice liegt am Endpunkt der Bahnstrecke Vsetín–Velké Karlovice. Südwestlich des Ortes liegt die Talsperre Karolinka. Velké Karlovice gehört zu den ausgedehntesten Gemeinden Mährens. Das Kataster der Gemeinde reicht nach Osten bis zum Makovský průsmyk (Makov-Pass) und gegen Süden ebenfalls bis zur slowakischen Grenze. Auf den Fluren der Gemeinde entspringen die Vsetínská und Rožnovská Bečva.
Nachbarorte sind Grúň, Jezerné, Oslové, Osloveček, Za Palúchem und Miloňov im Norden, Hanzlová, Polana, Jestřábí, Ivanová und Leskové im Nordosten, Malá Hanzlůvka, Bařinka und Podťaté im Osten, Tísňavy, Adamíky und Malé Karlovice im Südosten, U Kuřičků, Štucov und Pluskovec im Süden, Kyčerka, Pluskoveček, Volkovo und Karolinka im Südwesten, Bzové und V Raťkově im Westen sowie Na Soláni, Soláň, Čarták und Popelářský im Nordwesten.

## Geschichte

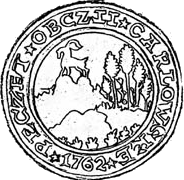
Ältestes Ortssiegel

Die Gegend hinter dem Soláň im Grenzgebiet zwischen Mähren und Ungarn blieb lange Zeit unbesiedelt. Während des Dreißigjährigen Krieges suchten einige Bewohner der Herrschaft Rožnov Schutz in dem dichten Tannen-Buchen-Urwäldern und siedelten sich in dem zur Herrschaft Vsetín gehörigen oberen Tal der Vsetínská Bečva an. Bis zum Beginn des 18. Jahrhunderts lebten in dem Tal etwa sechs Familien. Am 9. November 1714 gründete der Besitzer der Herrschaft Rožnov, Karl Heinrich von Zierotin, im Grenzgebiet seiner Herrschaft die Ansiedlung Carlowicze. Das Dorf bestand zunächst aus neun Anwesen und vergrößerte sich durch die Gewährung von Freiheiten für die Siedler, die nicht nur aus Mähren, sondern auch aus Oberungarn und Polen kamen. Nachdem es 1733 wegen Grenzstreitigkeiten in Machůzky zu einem Gefecht mit 13 Toten gekommen war, in der volkstümlichen Überlieferung ist sogar von 59 Gefallenen die Rede, erfolgte 1734 eine Berainung der Grenze zwischen Mähren und Ungarn, deren Verlauf dabei auf dem Kamm der Javorníky bis zum Makov-Pass festgelegt wurde. Der Schutz der Grenze erfolgte durch Portaschenkorps und entlang ihres Verlaufs entstanden 43 Tschartaken und 70 Wachhäusel. Zwischen den Tschartaken wurde der Wald an der Grenze auf zwei Klaftern ausgehauen. 1750 bestand Karlovice aus 132 Wirtschaften. Im Jahre 1774 beendete die böhmische Königin Maria Theresia die Differenzen zwischen den Herrschaften Rožnov und Vsetín um Karlovice durch eine Teilung des Dorfes. Malé Karlovice, Bzové, Soláň, Stanovnice, Pluskovec und Tísňavy wurden damit nach Vsetín untertänig; Hrubé Karlovice mit den restlichen Ansiedlungen verblieb bei Rožnov. 1826 ließ Graf Kinsky in Leskové die Glashütte Františčina huť anlegen. Bis zur Mitte des 19. Jahrhunderts wurde ein Großteil der Wälder abgeholzt, der Waldanteil ging auf 20 Prozent zurück. Anstelle der ursprünglichen Buchen-Tannen-Wälder wurden Fichtenmonokulturen aufgeforstet. Bis zur Mitte des 19. Jahrhunderts blieb Hrubé Karlovice zur Herrschaft Rožnov untertänig.
Nach der Aufhebung der Patrimonialherrschaften bildete Hrubé Karlovice/Groß Karlowitz ab 1850 eine politische Gemeinde in der Bezirkshauptmannschaft Valašské Meziříčí. 1863 errichtete die Glasfabrikantenfamilie Reich mit der Mariánská huť in Leskové eine neue Glashütte. Ab 1870 wurde mit der Wiederbewaldung landwirtschaftlicher Nutzflächen begonnen. Im Zuge der Anlegung der Grundbücher wurden 1888 15 Häuser von Bzové sowie ein Teil von Soláň dem Kataster von Nový Hrozenkov zugeschlagen. 1896 wurde die Vsetínská Bečva reguliert. Im Jahre 1908 nahm die Lokalbahn Wsetin–Groß-Karlowitz ihren Betrieb auf. Seit 1910 gehört die Gemeinde zum Bezirk Vsetín. Im Jahre 1966 erfolgte die Eingemeindung von Malé Karlovice. Zugleich wurde die 26 Häuser umfassende Ortschaft Zadní Stanovnice von Malé Karlovice ausgegliedert und den Kataster von Karolinka zugeschlagen.

## Gemeindegliederung
Die Gemeinde Velké Karlovice besteht aus den Ortsteilen Malé Karlovice (Klein Karlowitz) und Velké Karlovice (Groß Karlowitz) sowie den Ansiedlungen Bařina, Bzové, Dupačka, Grúň, Hanzlová, Ivanová, Javorníček, Jestřábí, Jezerné, Léskové, Leskoveček, Machůzky, Miloňov, Na Lemešné, Na Mikulcově, Oslové, Osloveček, Panský Příschlop, Pluskovec, Pluskoveček, Podťaté, Polana, Růžďka, Selský Příschlop, Soláň, Tísňavy, Uzgrúň und Za Palúchem sowie zahlreiche Einöden (Paseken).

## Sehenswürdigkeiten
- Spätbarocke Holzkirche Maria Schnee, geweiht 1754
- Vogtei in Bzové, zweigeschossiger Holzbau mit Galerie, geschaffen 1793 durch den Zimmermeister Jan Žák
- Barvič-Haus im Zentrum des Ortes, das 1813 vom Kaufmann und letzten Vogt Karel Barvič errichtete Gebäude dient heute als Museum und Galerie
- hölzerner Glockenturm in Tísňavy
- hölzerner Glockenturm, hinter Miloňov
- Kapelle der hl. Dreifaltigkeit in Jezerné, der hölzerne Bau mit Zwiebelturm entstand 1870–1873
- Kapelle des hl. Florian und Kreuz an der ehemaligen Werkschule in Léskové, erbaut 1946 anstelle eine Vorgängerbaus aus dem Jahre 1878
- Kapelle Maria Rosenkranz in Světlé, der hölzerne Bau entstand 1950 im Stil von Dušan Jurkovič anstelle eines baufälligen Glockenturmes
- Marienkapelle auf dem Štrčkov, das weithin sichtbare Bauwerk mit außergewöhnlichen ovalem Grundriss befindet sich auf einem 777 m hohen Aussichtspunkt. Errichtet wurde es nach dem Ersten Weltkrieg vom Einwohner Bukovjan als Dank für die Heimkehr aus dem Krieg
- Kapelle der hl. Kyrill und Method, am Abzweig nach Podťaté, erbaut 1866 zum Dank für die Abwendung der Cholera
- Naturschutzgebiet Razula, Tannen-Buchen-Urwald am Hang des Berges Lemešná, südöstlich im Javorník-Gebirge
- Naturschutzgebiet Salajka, Tannen-Buchen-Urwald am Hang der Malé Čistý, nordöstlich in den Vsetínské vrchy
- See Karlovské jezero, nördlich im Tal des Jezerní potok, er entstand als Gletschersee während der Eiszeit
- Jüdischer Friedhof, nördlich des Dorfes an der Straße nach Hutisko-Solanec
- Gehöft U Pasečanů in Podťaté, erbaut 1793
- Vašut-Chaluppe am jüdischen Friedhof, errichtet 1792
- Gehöft Na Sihle an der Weggabelung nach Podťaté und Leskové, errichtet 1841
- Aussichtsturm am Čarták, oberhalb des Hotels Sůkenická
- Betsäule östlich der Kirche, errichtet 1780

## Sport und Freizeit
Im Sommer ist die Gegend um den Ort ein beliebtes Wander- und Radwandergebiet. Im Winter ist der Ort ein Wintersportzentrum, insbesondere für den Skilanglauf, aber auch in kleinerem Maße für Ski Alpin.